# برينوسراتوبس
برينوسراتوبس هو جنس ديناصور من رتبة مثيلات قرنيات الوجه عاش خلال فترة العصر الطباشيري المتأخر.